# Kōsuke Kamiyama
Kōsuke Kamiyama (神山 幸祐?, Kamiyama Kōsuke; 29 luglio 1986) è un giocatore di football americano giapponese, che gioca come runningback.